# Katzenfalle

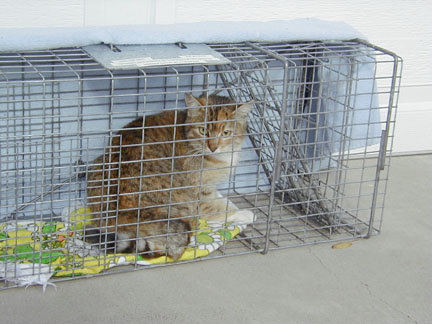
Katze in einer Katzenfalle

Eine Katzenfalle dient als Lebendfalle dazu, verwilderte Katzen einzufangen. Da in Deutschland Katzen nicht als Schädlinge angesehen werden, ist das unsachgemäße Töten von Wirbeltieren laut Tierschutzgesetz verboten.
Meist werden Katzenfallen von Organisationen des Tierschutzes genutzt, um verwilderte Hauskatzen an Bauernhöfen oder in Schrebergärten einzufangen. Dies geschieht entweder, weil der Grundstücksbesitzer keine Katzen auf seinem Grundstück wünscht oder um der Massenvermehrung entgegenzuwirken. Die eingefangenen Kater und Katzen werden kastriert und in ihr Revier zurückgebracht.

## Aufbau
Eine Katzenfalle ist ähnlich einer größeren Mausefalle aufgebaut und besteht aus einem Drahtkäfig, der im hinteren Teil eine Wippe aufweist. Auf dieser Wippe wird Futter angebracht. Durch Betreten der Wippe bringt die Katze diese zum Kippen, was über einen Mechanismus den Eingang der Falle verschließt.